# Schandpaal (Mendonk)

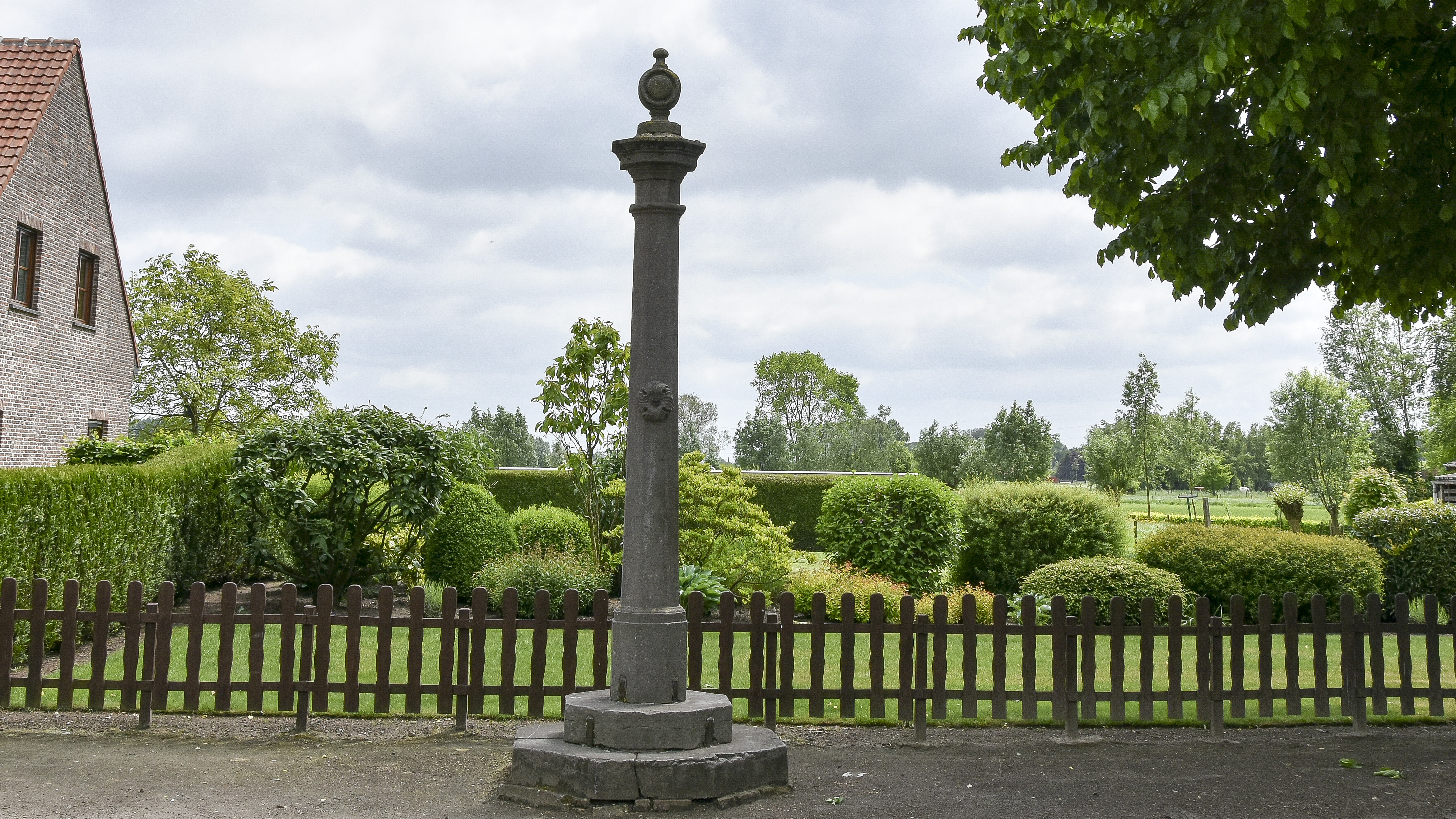
De schandpaal in Mendonk

De schandpaal in Mendonk is een voormalige schandpaal in het Oost-Vlaamse dorp Mendonk. De paal is op 8 februari 1946, per regentsbesluit, verklaard tot beschermd monument. De schandpaal staat tegenover de Sint-Baafskerk.

## Geschiedenis
Wanneer de paal geplaatst is, is niet met zekerheid te stellen. Het wapen van Govaart Geeraard van Eersel suggereert dat hij de schandpaal heeft laten plaatsen in de tijd dat hij bisschop van Gent en heer van Mendonk was. De schandpaal werd  in juli 1872 op het kerkhof van Mendonk teruggevonden. Nadien is de paal tegenover de Sint-Baafskerk geplaatst.

## Beschrijving
De paal is gemaakt van graniet en de treden waarop deze staat zijn van arduin. Aan de paal hangt een bladvormige houder waaraan de veroordeelde vastgebonden kon worden. Geheel bovenop prijkt een medaillon met daarop het wapen van bisschop Van Eersel, hij was tussen 1772 en 1778 heer van Mendonk.

## Bron
- De Win, P.  (1984). Gent Rechtsarcheologisch bekeken. Een snelinventaris van het monumentale patrimonium. Stadsarcheologie. Bodem en monument in Gent.  1984 (3): pagina 10-11

## Referentie
1. ↑  Schandpaal. Inventaris Onroerend Erfgoed. Geraadpleegd op 14 maart 2017.